# Roňava
Roňava (slovakiska) eller Ronyva (ungerska) är ett biflöde till Bodrog mestadels i Slovakien som i det nedre loppet bildar gräns mot Ungern och bitvis är helt på den ungerska sidan. Vid mynningen nedanför Sátoraljaújhely utgör en sidogren Slovakiens lägsta punkt med 94,3 m ö.h.